# Pine Level, Alabama
Pine Level är en så kallad census-designated place i Autauga County i Alabama. Vid 2020 års folkräkning hade Pine Level 4 885 invånare.